# Hiệp hội Tình nguyện viên Thanh niên Trung Quốc
Hiệp hội Tình nguyện viên Thanh niên Trung Quốc (CYVA; tiếng Trung: 中国青年志愿者协会; Hán-Việt: Trung Quốc thanh niên chí nguyện giả hiệp hội) là tổ chức tình nguyện ở Cộng hòa Nhân dân Trung Hoa. Tổ chức này hoạt động dưới sự quản lý của Ban Chấp hành Trung ương Đoàn Thanh niên Cộng sản Trung Quốc và là thành viên của Liên đoàn Thanh niên Toàn Trung Quốc và CCIVS của Liên Hợp Quốc. CYVA được thành lập vào ngày 5 tháng 12 năm 1994. Đây là tổ chức đầu tiên quản lý các nỗ lực tình nguyện ở Trung Quốc đại lục trên quy mô quốc gia.